# 張金榜
張金榜（？—？），字笋立，號輪旌，河南開封府太康县人，明朝政治人物。

## 生平
万历十九年（1591年）辛卯科河南乡试舉人，萬曆三十二年（1604年）甲辰科进士，吏部觀政，三十三年授曲周县知县，三十六年補滕县，四十一年升南京大理寺評事，四十二年升南户部主事，四十五年京察免。